# Masters de Cincinnati 2012
El Western & Southern Open 2012 es un torneo de tenis que pertenece tanto a la ATP en la categoría de ATP World Tour Masters 1000 como a la WTA en la categoría Premier 5. Se disputa del 11 al 19 de agosto de 2012 en Cincinnati, Estados Unidos sobre canchas duras.

## Puntos

### Distribución de puntos
| Etapa                          | Individual masculino | Dobles masculino | Individual femenino | Dobles femenino |
| ------------------------------ | -------------------- | ---------------- | ------------------- | --------------- |
| Campeón                        | 1000                 | 1000             | 900                 | 900             |
| Finalista                      | 600                  | 600              | 620                 | 620             |
| Semifinales                    | 360                  | 360              | 395                 | 395             |
| Cuartos de final               | 180                  | 180              | 225                 | 225             |
| Tercera ronda                  | 90                   | 90               | 125                 | 125             |
| Segunda ronda                  | 45                   | 10               | 70                  | 1               |
| Primera ronda                  | 10                   | –                | 1                   | –               |
| Clasificados                   | 25                   | –                | 30                  | –               |
| Ronda final de clasificación   | 14                   | –                | 12                  | –               |
| Primera ronda de clasificación | -                    | –                | 1                   | –               |

## Cabezas de serie
Los cabezas de serie están basados en el ranking del 6 de agosto de 2012:

### Individual Masculino
| Tenista               | Ranking | Preclasificado |
| Roger Federer         | 1       | 1              |
| Novak Djokovic        | 2       | 2              |
| Andy Murray           | 4       | 3              |
| David Ferrer          | 5       | 4              |
| Tomáš Berdych         | 7       | 5              |
| Juan Martín Del Potro | 8       | 6              |
| Janko Tipsarević      | 9       | 7              |
| Juan Mónaco           | 10      | 8              |
| John Isner            | 11      | 9              |
| Mardy Fish            | 13      | 10             |
| Gilles Simon          | 14      | 11             |
| Marin Čilić           | 15      | 12             |
| Alexandr Dolgopolov   | 16      | 13             |
| Kei Nishikori         | 17      | 14             |
| Philipp Kohlschreiber | 18      | 15             |
| Andy Roddick          | 20      | 16             |

### Individual Femenino
| Tenista             | Ranking | Preclasificada |
| Agnieszka Radwanska | 3       | 1              |
| Serena Williams     | 4       | 2              |
| Samantha Stosur     | 5       | 3              |
| Petra Kvitova       | 6       | 4              |
| Angelique Kerber    | 7       | 5              |
| Caroline Wozniacki  | 8       | 6              |
| Sara Errani         | 9       | 7              |
| Marion Bartoli      | 10      | 8              |
| Na Li               | 11      | 9              |
| Ana Ivanovic        | 12      | 10             |
| Dominika Cibulkova  | 13      | 11             |
| María Kirilenko     | 14      | 12             |
| Jelena Jankovic     | 18      | 13             |
| Francesca Schiavone | 21      | 14             |
| Nadia Petrova       | 22      | 15             |
| Lucie Safarova      | 23      | 16             |

## Campeones

### Individual masculino
Roger Federer vence a  Novak Djokovic por 6-0, 7-6(7).

### Individual femenino
Li Na vence a  Angelique Kerber por 1-6, 6-3, 6-1.

### Dobles masculino
Robert Lindstedt /  Horia Tecau vencen a  Mahesh Bhupathi /  Rohan Bopanna por 6-4, 6-4.

### Dobles femenino
Andrea Hlavackova /  Lucie Hradecka vencen a  Katarina Srebotnik /  Zheng Jie por 6-1, 6-3.